# Asbjørn Aarnes
Asbjørn Aarnes (20 décembre 1923 - 8 janvier 2013) est un professeur et historien littéraire norvégien.

## Biographie
Il est né à Vågbø à Tingvoll, en Norvège. Il étudie de 1951 à 1952 à l'École Normale Supérieure de Paris. En 1957, Aarnes devient docteur de l'Université d'Oslo.
Il est nommé professeur à l'Université d'Oslo à partir de 1964. Il est professeur d'histoire littéraire européenne de 1964 à 1993, ainsi que chef du département de littérature de 1966 à 1970. Il publie également plusieurs ouvrages sur la littérature française et sur les poètes norvégiens. Il est coéditeur de la série de livres Idé og tanke, conjointement avec Egil A. Wyller, et éditeur principal de la série de livres Thorleif Dahls Kulturbibliotek de 1978 à 2001. En 1963, il est admis à l'Académie norvégienne et la préside de 1967 à 1982. À partir de 2005, il écrit une chronique pour Dag og Tid.

## Prix
Aarnes devient membre de l'Académie norvégienne des sciences en 1983. Il reçoit plusieurs décorations honorifiques françaises, dont l'Ordre national du Mérite en 1970, la Légion d'Honneur en 1979 et l'Ordre des Palmes Académiques en 1984. Il est le premier récipiendaire du prix culturel Anders Jahre (Anders Jahres kulturpris) qu'il reçoit conjointement avec le sculpteur Nils Aas en 1990,.

## Vie privée
En 1950, il épouse Berit Alten (1915–2002), fille d'Edvin Alten (1876–1967) et de Ragna Aass (1880–1975). Elle est la sœur cadette de l'actrice Rønnaug Alten (1910-2001).